# Movimento de 30 de Setembro

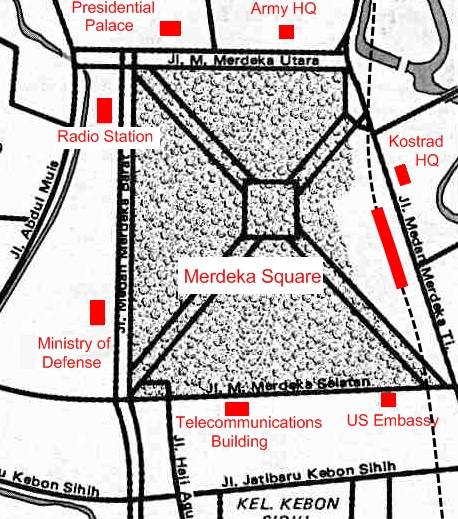
Mais tarde naquela manhã, cerca de soldados de duas divisões da infantaria baseadas em Java (o 454º e o 530º) ocuparam o que hoje é o Lapangan Merdeka, o parque ao redor do Monumento Nacional no centro de Jacarta, e três lados da praça, incluindo o edifício RRI (Radio Republik Indonesia). Acima em vermelho as principais localizações ao redor da Praça Independencia em 30 de setembro de 1965

Movimento de 30 de Setembro (em indonésio:  Gerakan 30 September, abreviado como G30S, também conhecido pelo acrônimo Gestapu para Gerakan September Tiga Puluh ou às vezes chamado Gestok, para Gerakan Satu Oktober, Movimento Primeiro de Outubro) foi uma organização autoproclamada de membros das Forças Armadas da Indonésia que, na madrugada de 1 de outubro de 1965, assassinou seis generais do exército indonésio em um golpe de Estado abortado. Mais tarde, naquela manhã, a organização declarou controlar a imprensa e os meios de comunicação e que havia tomado o Presidente Sukarno sob sua proteção. No final do dia, a tentativa de golpe havia fracassado em Jacarta. Enquanto isso, no centro de Java, houve uma tentativa de assumir o controle de uma divisão do exército e várias cidades. No momento em que esta rebelião foi suprimida, mais dois oficiais superiores estavam mortos.
Nos dias e semanas que se seguiram, o exército, grupos sócio-políticos e religiosos responsabilizaram o Partido Comunista da Indonésia (PKI) pela tentativa golpista. Logo, um expurgo em massa estava em andamento, o que resultou na prisão e morte de membros ou simpatizantes reais ou supostos do Partido Comunista. Sob a Nova Ordem, o movimento foi geralmente chamado de "G30S / PKI" por aqueles que pretendiam associá-lo ao Partido Comunista da Indonésia.
Investigações e questionamentos sobre a versão de Suharto dos acontecimentos foram obstruídos por muito tempo na Indonésia. A CIA inicialmente acreditou que Sukarno orquestrou o movimento. Apesar disso, várias fontes externas encontraram inconsistências nas alegações das forças armadas, principalmente Benedict Anderson e Ruth McVey, que escreveram Cornell Paper que as contestaram.

## Historia do golpe abortado
Em madrugada de 1 de outubro de 1965, exatamente em 3:15 horas pela manhã, sete destacamentos de tropas em caminhões e ônibus despachados por Tenente-coronel Untung Syamsuri (então comandante do primeiro batalhão da guardas do Regimento da Guarda Presidencial Tjakrabirawa) deixou a base do movimento na Base Aérea Halim Perdanakusumah, ao sul de Jacarta, para sequestrar seis oficiais-generais do Exército indonésio, todos eles membros do Estado-Maior General, e o então Ministro da Defesa. Esses soldados e suboficiais pertenciam a várias unidades militares na área de Java: os já mencionados Regimento Tjakrabirawa, 7o Comando Militar Java Central/Divisao de Infantaria "Diponegoro" e 8o Comando Militar Java Este/Divisao da Infantaria "Brawijaya".
Três das vítimas pretendidas (Ministro/Comandante do Exército Tenente-General Ahmad Yani, General de divisão MT Haryono e General de brigada DI Pandjaitan) foram mortos em suas casas, enquanto mais três (Generales de divisão Soeprapto e S. Parman e General de brigada Sutoyo) foram levados vivos de suas casas. Enquanto isso, seu principal alvo, o ministro coordenador da Defesa e Segurança e chefe do Estado-Maior das Forças Armadas Nacionais, general Abdul Haris Nasution, conseguiu escapar da tentativa de sequestro pulando um muro no jardim da embaixada iraquiana. No entanto, seu assessor pessoal, o primeiro-tenente Pierre Tendean, foi capturado depois de ser confundido com Nasution no escuro. A filha de cinco anos de Nasution, Ade Irma Suryani Nasution, foi baleada pelo grupo de assalto e morreu em 6 de outubro. Além de um policial que guarda o vizinho de Nasution, Chefe Coordenador Karel Sadsuitubun, foi baleado e morto pelo grupo seqüestrador. A vítima final foi Albert Naiborhu, sobrinho do general Pandjaitan, que foi morto durante o ataque à casa do general. Os generais e os corpos de seus colegas mortos foram levados para um lugar conhecido como Lubang Buaya, perto de Halim, onde os que ainda estavam vivos foram fuzilados. Os corpos de todas as vítimas foram então jogados em um poço abandonado perto da base.

### Tentativa de captura da capital
Mais tarde naquela manhã, cerca de 2.000 soldados de dois divisões territoriais de Java ocupou o que hoje é Praca Independencia, o parque ao redor do Monumento Nacional no centro de Jacarta, e três lados da praça, incluindo o edifício da RRI (Radio do Republica de Indonesia). Eles não ocuparam o lado leste da praça – onde ficava o quartel-general da Comando do Reserva Estratégica das Forças Armadas (KOSTRAD), comandado na época pelo General de divisão Suharto. Esses soldados eram de dois batalhões de infantaria designados para essas divisões: Batalhão da Infantaria 454 da divisao Diponegoro e Batalhão da Infantaria 530 da divisao Brawijaya. Em algum momento durante a mesmo madurgada, D.N. Aidit, líder do Partido Comunista da Indonésia (PKI) e Major-brigadeiro Omar Dani, comandante da Força Aérea, foram à Base Aérea de Halim, que apontou seu envolvimento no movimento.
Após as notícias às 7h, o RRI transmitiu uma mensagem do tenente-coronel Untung Syamsuri no sentido de que o Movimento 30 de Setembro, uma organização interna do exército, assumiu o controle de locais estratégicos em Jacarta, com a ajuda de outras unidades militares. Eles proclamaram que isso era para evitar uma tentativa de golpe de um 'Conselho de Generais' auxiliado pela Agência Central de Inteligência, com a intenção de remover Sukarno no Dia das Forças Armadas, no dia 5 de outubro.